# Puente Almuhey
Puente Almuhey es una localidad española perteneciente al municipio de Valderrueda, en la parte nororiental de la provincia de León, comunidad autónoma de Castilla y León. Según el INE de 2017, cuenta con 228 habitantes.

## Contexto geográfico
Situado junto al río Cea, Puente Almuhey se encuentra en la Montaña Oriental leonesa, muy próximo al límite provincial de la provincia de Palencia, a 13,5 km de la localidad de Guardo, cabeza de comarca de la Montaña Palentina, y atravesado por la carretera autonómica CL-626.

## Contexto histórico
Si bien el origen del nombre es desconocido, su primera referencia se encuentra en un hospital de la Orden de Malta llamado Puente de Muhey, mencionado por el Catastro de Ensenada en 1752 con la referencia: "posee un hospital en el lugar que llaman Puente de Muhey que sirve para recoger enfermos y pobres y se mantiene con renta de la capellanía del santuario", en torno al cual surgió la localidad, que no adquirió categoría de tal hasta el establecimiento del ferrocarril hullero en 1894. Según el censo de Mourille, hacia 1920 su población era de 224 habitantes.

## Comunicaciones

### Carreteras
- Carretera autonómica CL-626 Guardo-La Magdalena.
- Carretera provincial LE-232 Sahagún-Puente Almuhey.
- Carretera provincial LE-234 Puente Almuhey-Prioro (Continúa hasta Riaño).

### Ferrocarril
- Estación de tren de FEVE, correspondiente a la línea León-Bilbao del Ferrocarril de La Robla.[4]

## Patrimonio

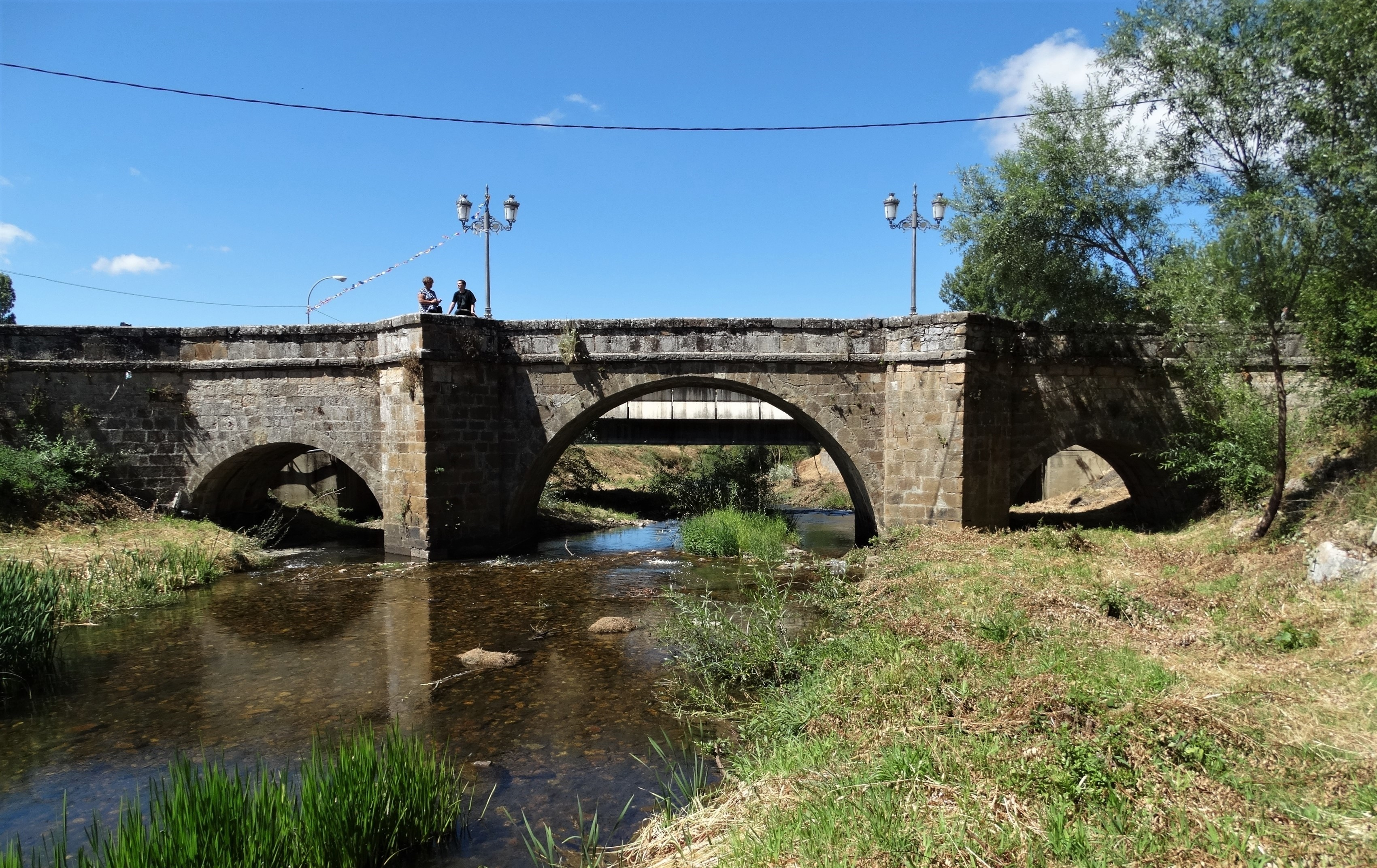
Puente Viejo de Puente Almuhey

- Ermita de Nuestra Señora de las Angustias. Santuario mariano románico del siglo XII, con el código >RC05MOLEES< del Catálogo RC de edificios de España.[5] Es un templo de una sola nave de arcos fajones, que alberga una imagen de la Piedad del siglo XVIII. Su propiedad es motivo de disputa, pues según el Catastro de Ensenada perteneció a la localidad de Carrizal hasta la aparición de Puente Almuhey.

- Puente barroco-clasicista sobre el río Cea.

### Ruta jacobea
- Forma parte de la ruta jacobea Camino Olvidado.

## Festividades
- 31 de julio, San Ignacio de Loyola.
- 15 de septiembre, Virgen de Las Angustias.

## Personajes célebres
- Juan Ferrero (1918-1958): Célebre deportista, nacido en Puente Almuhey. Fue un culturista de talla internacional, que en 1952 logró el título de Mister Universo. Falleció en accidente de tráfico en 1958.[6] En su homenaje, la principal calle de la localidad pasó a llamarse Calle Mister Universo Juan Ferrero.